# Vert perroquet
Vert perroquet est un nom de couleur de fantaisie en usage dans la mode et la décoration.
Selon le Répertoire de couleurs de la société des chrysanthémistes, de 1905, il désigne des verts tendant sur le bleu-vert et est synonyme de vert paon. Chevreul, cinquante ans plus tôt, a entrepris de repérer les couleurs entre elles et par rapport aux raies de Fraunhofer. Il décrit le vert perroquet sur soie de Guinon (Chevreul 1861, p. 136), dit aussi vert perruche (p. 158), comme un vert clair dont la teinte se cote comme une nuance de la gamme vert gai du nuancier de la Savonnerie à 5 jaune-vert 5 ton et se situe entre le vert naissant (3 ton) et le vert pré (9 ton) sur soie de Tuvée (p. 136).
On le trouve encore dans divers nuanciers modernes avec des nuances nettement différentes : vert perroquet, perroquet, perroquet. 
Ce nom de couleur figure dans la liste des verts qu'on peut obtenir par un mélange de jaune et de bleu dans l’Encyclopédie méthodique, en 1828.
En 1869, le Dictionnaire de chimie pure et appliquée indique « Les divers produits commerciaux connus sous les noms de vert perroquet, vert suisse, vert minéral, ne sont que des variétés du vert de Scheele ». Ces indications, suivies par de nombreux autres publications moins anciennes, concernent de pigments pour peintures.
Qualifié de « ton criard » par le Journal des débats (1863) dans un article qui oppose le bon goût français à celui, douteux des étrangers, le vert perroquet n'a pas toujours bonne presse, mais dans la mode russe on peut lui trouver un « joli effet ». On retrouve le vert perroquet comme exemple de mauvais goût, qu'il soit étranger, populaire ou moderne, pendant tout le siècle. Il figure aussi dans les manuels de teinturerie, et dans des descriptions sans jugement de valeur. Les couleurs vives sont ensuite plus acceptées pour la mode féminine.